# Campionati mondiali di sollevamento pesi 2017 - 85 kg maschile
Le gare di sollevamento pesi della categoria fino a 85 kg maschile — pesi massimi leggeri — dei campionati mondiali del 2017 si sono svolte dal 2 al 3 dicembre 2017 ad Anaheim presso l'Anaheim Convention Center Arena.

## Programma
L'orario indicato corrisponde a quello californiano (UTC–08:00)
| Data            | Orario | Evento   |
| --------------- | ------ | -------- |
| 2 dicembre 2017 | 08:55  | Gruppo C |
| 2 dicembre 2017 | 17:55  | Gruppo B |
| 3 dicembre 2017 | 11:55  | Gruppo A |

## Medagliati
Per ciascun esercizio, i primi tre classificati sono i seguenti:
| Esercizio | Oro          | Oro    | Argento           | Argento | Bronzo             | Bronzo |
| --------- | ------------ | ------ | ----------------- | ------- | ------------------ | ------ |
| Strappo   | Arley Méndez | 175 kg | Kianoush Rostami  | 174 kg  | Antonino Pizzolato | 162 kg |
| Slancio   | Arley Méndez | 203 kg | Krzysztof Zwarycz | 197 kg  | Romain Imadouchène | 196 kg |
| Totale    | Arley Méndez | 378 kg | Krzysztof Zwarycz | 359 kg  | Antonino Pizzolato | 358 kg |

## Record
Prima di questa competizione, i record mondiali esistenti erano i seguenti:
| Record mondiale | Strappo | Andrėj Rybakoŭ   | 187 kg | Chiang Mai, Thailandia  | 22 settembre 2007 |
| Record mondiale | Slancio | Kianoush Rostami | 220 kg | Teheran, Iran           | 31 maggio 2016    |
| Record mondiale | Totale  | Kianoush Rostami | 396 kg | Rio de Janeiro, Brasile | 12 agosto 2016    |

## Risultati
| Pos. | Atleta                          | Gr. | Peso atleta | Strappo (kg) | Strappo (kg) | Strappo (kg) | Strappo (kg) | Slancio (kg) | Slancio (kg) | Slancio (kg) | Slancio (kg) | Totale   |
| Pos. | Atleta                          | Gr. | Peso atleta | 1            | 2            | 3            | Pos.         | 1            | 2            | 3            | Pos.         | Totale   |
| ---- | ------------------------------- | --- | ----------- | ------------ | ------------ | ------------ | ------------ | ------------ | ------------ | ------------ | ------------ | -------- |
|      | Arley Méndez (CHI)              | A   | 84.99       | 163          | 171          | 175          |              | 203          | 214          | 221          |              | 378      |
|      | Krzysztof Zwarycz (POL)         | A   | 84.76       | 158          | 162          | 162          | 4            | 194          | 197          | 202          |              | 359      |
|      | Antonino Pizzolato (ITA)        | A   | 84.95       | 155          | 159          | 162          |              | 195          | 196          | 196          | 4            | 358      |
| 4    | Yu Dong-ju (KOR)                | A   | 84.77       | 158          | 162          | 163          | 6            | 194          | 194          | 200          | 5            | 352      |
| 5    | Revaz Davitadze (GEO)           | A   | 84.50       | 160          | 160          | 160          | 5            | 182          | 190          | 191          | 11           | 351      |
| 6    | Romain Imadouchène (FRA)        | A   | 84.90       | 153          | 157          | 157          | 8            | 191          | 196          | 202          |              | 349      |
| 7    | Ali Miri (IRN)                  | A   | 84.92       | 155          | 155          | 155          | 7            | 193          | 201          | 201          | 6            | 348      |
| 8    | Tom Schwarzbach (GER)           | A   | 84.74       | 151          | 154          | 154          | 11           | 190          | 194          | 194          | 12           | 341      |
| 9    | Ragala Venkat Rahul (IND)       | B   | 84.93       | 150          | 154          | 157          | 12           | 187          | 191          | —            | 9            | 341      |
| 10   | Toshiki Yamamoto (JPN)          | A   | 84.94       | 148          | 153          | 153          | 14           | 192          | 193          | 202          | 7            | 341      |
| 11   | Karol Samko (SVK)               | B   | 84.78       | 140          | 143          | 146          | 15           | 188          | 192          | 196          | 8            | 338      |
| 12   | Brandon Vautard (FRA)           | B   | 84.80       | 141          | 145          | 148          | 18           | 186          | 186          | 191          | 10           | 336      |
| 13   | Diego Betancur (COL)            | B   | 83.38       | 150          | 150          | 155          | 13           | 185          | 191          | 192          | 13           | 335      |
| 14   | Alex Bellemarre (CAN)           | C   | 83.88       | 145          | 149          | 153          | 9            | 172          | 175          | 182          | 19           | 328      |
| 15   | Amar Musić (CRO)                | B   | 84.80       | 145          | 148          | 148          | 16           | 181          | 185          | 187          | 14           | 326      |
| 16   | Khalil Al-Hamqan (KSA)          | B   | 85.00       | 144          | 148          | 149          | 21           | 178          | 178          | 178          | 15           | 322      |
| 17   | Josué Ferreira (BRA)            | B   | 84.26       | 145          | 145          | 152          | 19           | 170          | 180          | 180          | 20           | 315      |
| 18   | Welisson Silva (BRA)            | C   | 82.70       | 140          | 140          | 140          | 22           | 170          | 175          | 180          | 17           | 315      |
| 19   | Phacharamethi Tharaphan (THA)   | C   | 83.30       | 135          | 139          | 140          | 27           | 176          | 176          | 181          | 16           | 311      |
| 20   | Daniel Chertkov (ISR)           | C   | 84.82       | 135          | 140          | 140          | 25           | 170          | 175          | 180          | 18           | 310      |
| 21   | Christian Amoah (GHA)           | C   | 83.92       | 132          | 136          | 139          | 23           | 165          | 169          | 173          | 26           | 308      |
| 22   | Donald Nkoh (CMR)               | C   | 83.77       | 135          | 143          | 143          | 24           | 170          | 175          | 175          | 21           | 305      |
| 23   | Mathieu Marineau (CAN)          | C   | 85.00       | 135          | 139          | 140          | 26           | 170          | 175          | 180          | 23           | 305      |
| 24   | Roger Myrholt (NOR)             | C   | 84.29       | 127          | 131          | 134          | 28           | 165          | 170          | 175          | 25           | 304      |
| 25   | Hoàng Tấn Tài (VIE)             | C   | 84.92       | 130          | 137          | 140          | 29           | 170          | 178          | 178          | 22           | 300      |
| —    | Kianoush Rostami (IRN)          | A   | 84.34       | 170          | 174          | 174          |              | 212          | 212          | 215          | —            | —        |
| —    | Jhor Moreno (COL)               | A   | 84.15       | 152          | 156          | 156          | 10           | 190          | 190          | 190          | —            | —        |
| —    | Krenar Shoraj (ALB)             | B   | 83.38       | 145          | 150          | 152          | 17           | —            | —            | —            | —            | —        |
| —    | Seán Brown (IRL)                | C   | 83.96       | 137          | 142          | 145          | 20           | 166          | 170          | 170          | —            | —        |
| —    | Michael Müller (GER)            | B   | 84.63       | —            | —            | —            | —            | —            | —            | —            | —            | —        |
| —    | Daýanç Aşyrow (TKM)             | B   | 84.98       | —            | —            | —            | —            | —            | —            | —            | —            | —        |
| —    | Ulugbek Alimov (UZB)            | A   | 83.70       | —            | —            | —            | —            | —            | —            | —            | —            | —        |
| —    | Banyat Tawnok (THA)             | B   | 84.49       | 150          | 150          | 150          | —            | 170          | 179          | 179          | 24           | —        |
| —    | Yoelmis Hernandez Paumier (CUB) | B   | ritirato    | ritirato     | ritirato     | ritirato     | ritirato     | ritirato     | ritirato     | ritirato     | ritirato     | ritirato |
| —    | Fahim Nazeri (AFG)              | C   | ritirato    | ritirato     | ritirato     | ritirato     | ritirato     | ritirato     | ritirato     | ritirato     | ritirato     | ritirato |